# Кажлаев, Мурад Магомедович
Мурад Магомедович Кажла́ев (15 января 1931, Баку, Азербайджанская ССР, ЗСФСР, СССР — 23 декабря 2023, Махачкала, Дагестан) — советский и российский композитор, дирижёр, педагог, общественный деятель. Герой Труда Российской Федерации (2021). Народный артист СССР (1981), Народный артист РСФСР (1978), Заслуженный деятель искусств РСФСР (1960), Народный артист Республики Дагестан (2016).

## Биография
Родился 15 января 1931 года в Баку в семье врачей — выходцев из села Кумух Лакского района. Лакец по национальности.
Музыкальные способности проявились очень рано. Учился в музыкальной средней школе при Бакинской консерватории по классу фортепиано в группе «детей с абсолютным слухом». В 1955 году окончил Азербайджанскую государственную консерваторию (ныне Азербайджанская государственная музыкальная академия) по классу композиции у Б. И. Зейдмана. Исключался из консерватории за увлечение неакадемическими музыкальными жанрами, однако вскоре был восстановлен.
В 1955—1958 годах преподавал в музыкальном училище имени П. И. Чайковского в Махачкале, в 1957—1958 — главный дирижёр симфонического оркестра Дагестанского радио, в 1963—1964 — художественный руководитель Дагестанской филармонии.
Соэдатель (в 1965 году) и руководитель вокально-инструментального ансамбля «Гуниб» (позже известный как «Гая»), который многие годы пользовался популярностью.
С 1954 года — член Союза композиторов СССР, в 1963—1973 — председатель правления Союза композиторов Дагестанской АССР, с 1968 — секретарь правления Союза композиторов РСФСР. Член Союза кинематографистов СССР. Академик РАЕН.
В 1989—2007 годах — художественный руководитель и главный дирижёр Эстрадно-симфонического оркестра Центрального телевидения и Всесоюзного радио (ныне — Академический Большой концертный оркестр имени Ю. В. Силантьева Российского государственного музыкального телерадиоцентра).
В 1990-е годы преподавал в Ростовской государственной консерватории им. С. В. Рахманинова, где часто возглавлял Государственную экзаменационную комиссию, проводил мастер-классы. С 1995 года — профессор по кафедре эстрадно-джазовой музыки.
В списках сочинений свыше 350 названий, многие из них звучат в 25 дисках, выпущенных в России, Германии, США и Италии. Как композитор много работал с поэтом Р. Г. Гамзатовым и дирижёром Д. Далгатом.
Первой работой в кино стал фильм «Тучи покидают небо» (1959) по сценарию А. Абу-Бакара, для которого молодой композитор, по собственному признанию, написал «столько музыки, что её хватило бы на целых три картины».
Неоднократно был членом жюри международных песенных конкурсов «Золотой Орфей» (Болгария), «Сопот» (Польша), «Братиславская лира» (Чехословакия), «Красная гвоздика» (Сочи, Россия).
Депутат Верховного Совета Дагестанской АССР с 1963 года. В 1993—1996 годах — депутат Государственной думы Федерального Собрания РФ 1-го созыва.

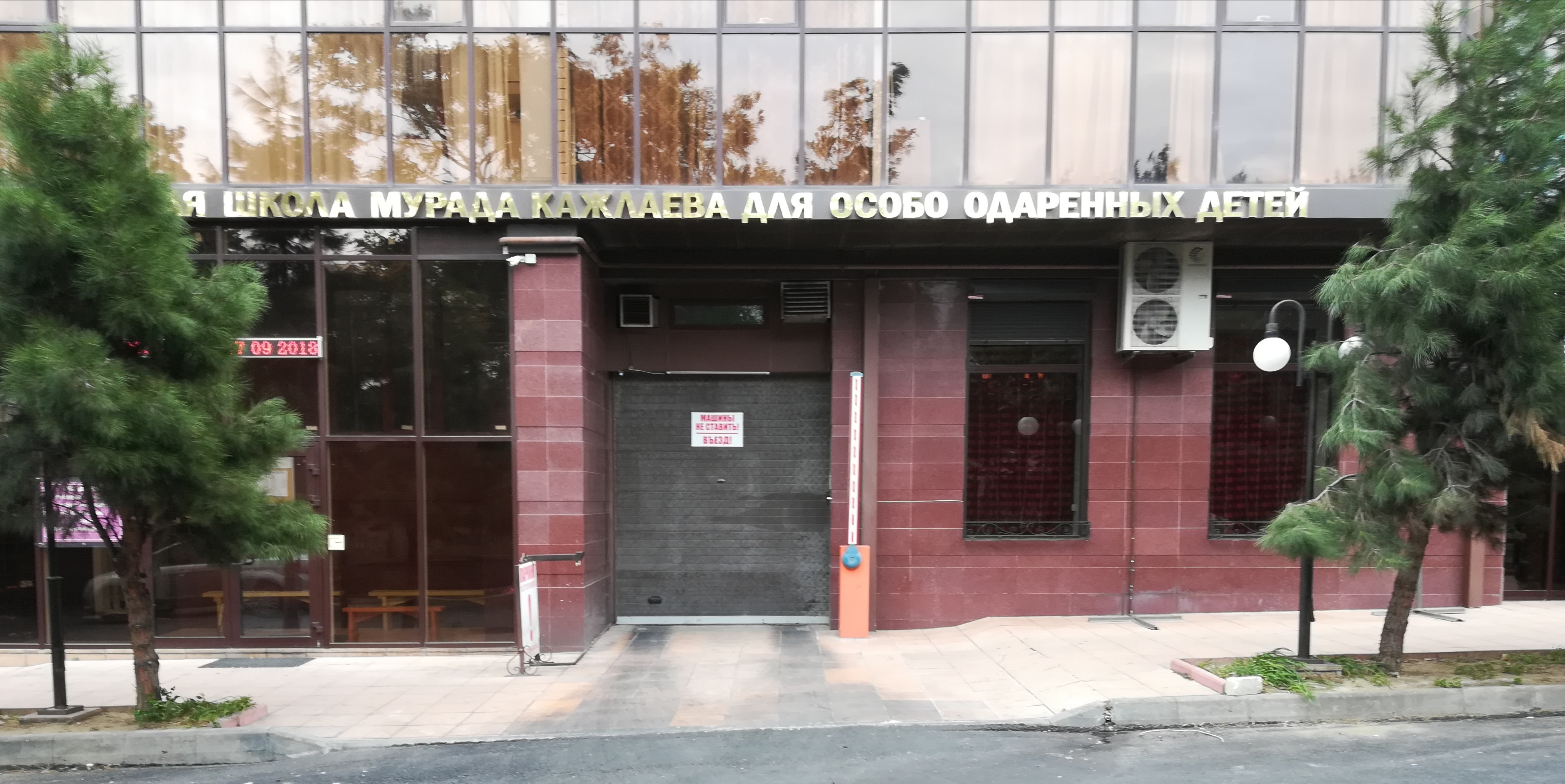
Музыкальная школа в Махачкале

В 2010 году основал в Дагестане музыкальную школу для одаренных детей, а в 2011 году создал при ней уникальный музей, посвящённый дагестанской музыкальной культуре.
Проживал в Москве, последние годы — в Махачкале.
19 ноября 2014 года в Баку, в Азербайджанской государственной филармонии имени М. Магомаева, прошёл творческий вечер М. Кажлаева.
Скончался 23 декабря 2023 года на 93-м году жизни.

### Семья
- Отец — Кажлаев Магомед Давудович (1893—1963), профессор медицины.
- Мать — Кажлаева Елена Михайловна (1908—1983), врач-фониатр.
- Супруга — Кажлаева Валентина (Валида) Исламовна (1940—2022)[8], сотрудница Российского государственного музыкального телерадиоцентра.
- Сын — Кажлаев Хаджимурат Мурадович (род. 1962), заместитель постоянного представителя Республики Дагестан при Президенте РФ.
- Внучки — Валида (род. 1998), Диляра (род. 2000).

## Награды и звания
- Герой Труда Российской Федерации (30 апреля 2021 года) — за особые трудовые заслуги перед государством и народом[9]
- Заслуженный деятель искусств РСФСР (1960)
- Народный артист РСФСР (1978)[10]
- Народный артист СССР (1981)
- Народный артист Республики Дагестан (15 января 2016 года) — за особые заслуги в деле развития музыкального искусства и многолетнюю творческую деятельность[11]
- Международный конкурс молодых композиторов к VII Всемирному фестивалю молодежи и студентов в Вене (1959, Золотая медаль и диплом первой степени — за «Концертную лезгинку»)
- 3-й Международный фестиваль джазовой музыки в Праге (1966, 2-я премия и специальная приз им. Я. Ежика[12])
- Государственная премия РСФСР имени М. И. Глинки (1970) — за балет «Горянка», поставленный на сцене Ленинградского театра оперы и балета им. С. М. Кирова.
- Государственная премия Дагестанской АССР (1967)
- Государственная премия Республики Дагестан (1997)
- Орден «За заслуги перед Отечеством» III степени (10 января 2008 года) — за большой вклад в развитие отечественной музыкальной культуры и многолетнюю творческую деятельность[13]
- Орден «За заслуги перед Отечеством» IV степени (30 мая 1995 года) — за заслуги в области музыкального искусства и многолетнюю работу в Академическом Большом концертном оркестре Российской государственной телерадиокомпании «Останкино»[14]
- Орден Дружбы (23 июня 2014 года) — за достигнутые трудовые успехи, значительный вклад в социально-экономическое развитие Российской Федерации, реализацию внешнеполитического курса Российской Федерации, заслуги в гуманитарной сфере, укреплении законности, защите прав и интересов граждан, многолетнюю добросовестную работу и активную законотворческую деятельность[15]
- Орден Трудового Красного Знамени[16].
- Медаль «В память 850-летия Москвы»[16].
- Медаль «Ветеран труда»[16].
- Медаль «В ознаменование 100-летия со дня рождения Владимира Ильича Ленина»[16].
- Орден «Дружба» (15 января 2016 года, Азербайджан) — за плодотворную деятельность в развитии азербайджанской культуры и укреплении сотрудничества между Российской Федерацией и Азербайджанской Республикой в области музыкального искусства[17]
- Почётный диплом Президента Азербайджанской Республики (29 января 2021 года, Азербайджан) — за заслуги в развитии культурных связей между Азербайджанской Республикой и Российской Федерацией[18]
- Орден «За заслуги перед Республикой Дагестан» (17 февраля 2011 года, Республика Дагестан) — за заслуги в развитии дагестанской культуры и искусства, многолетнюю плодотворную работу[19]
- Медаль «За доблестный труд» (15 января 2021 года, Республика Дагестан) — за выдающийся вклад в развитие культуры и искусства, высокий профессионализм[20].
- Медаль Расула Гамзатова (7 сентября 2023 года, Республика Дагестан) — за большой вклад в развитие культуры и искусства, патриотическое воспитание молодёжи, плодотворную творческую деятельность[21]
- Почётная грамота Правительства Москвы (9 ноября 2005 года) — за большие творческие достижения в развитии музыкального искусства и в связи с 60-летием со дня основания Академического Большого концертного оркестра им. Ю. В. Силантьева[22]
- Почётное звание и знак «Рыцарь науки и искусства» (2006, награда РАЕН)[23]

## Творчество
Балеты:
- «Горянка» (первый национальный дагестанский балет, 1968), «Шамиль» (2006, Дагестанский театр оперы и балета)

Мюзиклы:
- Ревю «Миллион новобрачных», «Пора красных яблок», оперетта «Валида» (в честь супруги композитора)

Для оркестра:
- Поэма «Памяти 28 героев-панфиловцев» (1953), симфонические картины «Дагестан» (1-я ред. 1955; 2-я — 1958—1960), «Концертная лезгинка» (1956), концертный вальс (1956), сюита «Тучи покидают небо» (1959), «Восточная баллада» (1960), увертюра (1961), симфонические танцы-картины (1968—1971), «Лирические новеллы» (1968—1971), симфонические фрески (1979), симфонические иллюстрации «Имам Шамиль» (1992)

Для инструмента с оркестром:
- Скерцо для скрипок (1955), блюз-импровизация для трубы (1956), серенада для 4 тромбонов или 4 валторн (1957), пьеса «Трубачи» для 3 труб (1959), романс для кларнета (1971), рондо для трубы (1964), концерт для медных, духовых и ударных инструментов

Для джазa:
- Танцевальные циклы (1958—1966), «Африканский концерт» (1964), концертино (1965), цикл «Крутые повороты» (1969—1972), сюита «Путешествие по стране» (1971)

Для струнного квартета:
- «Молодёжный квартет» (1954), пьесы (1960—1973)

Для фортепиано:
- «Романтическая сонатина» (1952), два цикла вариаций (1952—1953), шесть прелюдий (в том числе «Созидание», «Плач» и «Протест») (1956—1961), 10 миниатюр (1958), детский альбом (1959), цикл вариаций (1953)

Другое:
- Гимн Республики Дагестан
- Кантаты, хоры, романсы, песни (на стихи Р. Гамзатова «Далалай», «У того окна», «Зов там-тамов», «Желтые листья», «Часто я вспоминаю» и др.)
- Музыка для кино, театра («Золушка», «Потерянное счастье», «Горское счастье», «Прерванное веселье», «Цовкра», «Коммунист», «Горская повесть», «Между ливнями», «Крепость в горах», «Чегири», «Леки» и др.) и цирка.

### Композиторская фильмография
- 1959 — Тучи покидают небо
- 1964 — Барбос в гостях у Бобика (короткометражный)
- 1965 — Иностранка
- 1966 — Девочка на шаре
- 1967 — Браслет-2
- 1969 — Адам и Хева
- 1969 — Зинка (короткометражный)
- 1970 — Взрывники
- 1970 — Кавказец родом из Цада (документальный)
- 1971 — Ночь на 14-й параллели
- 1971 — Сестра музыканта
- 1973 — Исполнение желаний
- 1975 — Вы Петьку не видели?
- 1975 — Горянка
- 1978 — Бархатный сезон
- 1978 — В ночь лунного затмения
- 1978 — Любовь моя, печаль моя
- 1978 — На новом месте
- 1979 — По следам Карабаира
- 1979 — Чудак
- 1980 — Кольцо старого шейха
- 1980 — Снежная свадьба
- 1981 — Пора красных яблок
- 1982 — Загадка кубачинского браслета
- 1982 — Похождения графа Невзорова
- 1984 — Талисман любви
- 1985 — Знай наших!
- 1985 — Неудобный человек
- 1991 — Тайна рукописного Корана
- 1992 — Шамиль (Рай под тенью сабель)
- 2005 — Талисман любви (совм. с др.)

### Участие в фильмах
- 1981 — Мурад Кажлаев. Ритмы и годы (документальный)
- 1997 — Воспоминание (документальный)